# Feuilletage de Reeb
En mathématiques, un feuilletage de Reeb est un type particulier de feuilletage de la sphère en trois dimensions, introduit par le mathématicien français Georges Reeb (1920–1992).
Le principe est de diviser la sphère en deux tores solides tridimensionnels, dont le bord commun est un tore bidimensionnel (voir Tore de Clifford). 
Chacun des tores tridimensionnels est alors muni d'un feuilletage de codimension 1, et la surface torique intermédiaire constitue une feuille supplémentaire, qui est la seule feuille compacte du feuilletage.
D'après le théorème de la feuille compacte de Novikov, tout feuilletage continûment différentiable de la sphère tridimensionnelle comprend une feuille torique compacte.

Section bidimensionnelle d'un feuilletage de Reeb.
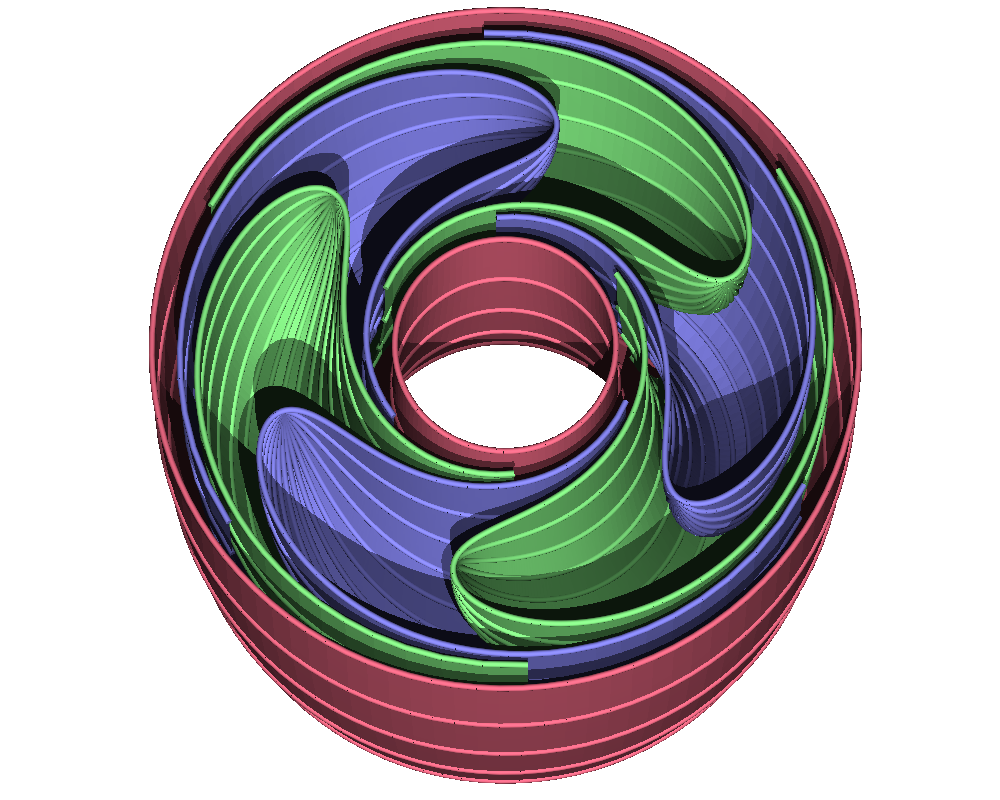
Modèle tridimensionnel d'un feuilletage de Reeb.